# Jean Varandal
Jean Varandal, auch Jean Varandé, oder Varandaeus genannt, († 31. August 1617 in Montpellier) war ein französischer Arzt.

## Leben und Wirken
Über Varandals Geburtsjahr und Herkunft ist nur bekannt, dass er aus der Gegend von Nîmes stammte. Am 3. Juni 1585 erhielt er den Bachelor-Titel und am 11. April 1587 den Doktortitel der Medizinischen Fakultät der Universität Montpellier. 1597 wurde er in Montpellier zum Professor, 1609 zum Vize-Kanzler ernannt. Er starb am 31. August 1617 als Dekan der Universität. Zu seinen Lebzeiten wurde nichts von ihm veröffentlicht. Erst nach seinem Tod haben Schüler verschiedene von ihm herrührende Manuskripte und in seinen letzten Vorlesungen nachgeschriebene Kollegienhefte veröffentlicht.

## Werke
- Formulae remediorum internorum et externorum. Hanau 1617; 2. Ausgabe Franciscus Chouët, Montpellier 1620 (Digitalisat)
- Tractatus de affectibus renum et vesicae. Ad mentem inprimis Hippocratis & Galeni accuratissimo conformatus; publicique fastus à Petro Ianichio medico Dantisc. Petrus Antonius, Hannover 1617 (Digitalisat); 2. Ausgabe, Franciscus Chouët, Montpellier 1620 (Digitalisat)
- Tractatus therapeuticus primus de morbis ventriculi. Franciscus Chouët, Montpellier 1620 (Digitalisat)
- De morbis mulierum lib. III. Multum antehac desiderati, nunc primum in lucem editi. Franciscus Chouët, Montpellier 1620 (Digitalisat)
  - Traité des maladies des femmes par M. Jean Varandée...reue, augmenté d'annotations, & traduit en françois par I. B. Docteur de la mesme Faculté. Robert de Ninville, Paris 1666  (Digitalisat)
- Tractatus de elephantiasi seu lepra, item de lue venera et hepatitide seu hepatis άτσνία. Franciscus Chouët, Montpellier 1620 (Digitalisat)
- Ioannis Varandaei, consilarii medici professorisque regii et decani facultatis medicae monspeliensis, Opera omnia. Henricus Gras (Hrsg.), Christoph Fourmy (Drucker), Lyon 1658 (Digitalisat)